# ATP Challenger Trophy 2011
L'ATP Challenger Trophy 2011 è stato un torneo professionistico di tennis maschile giocato sulla terra rossa. È stata la 5ª edizione del torneo, facente parte dell'ATP Challenger Tour nell'ambito dell'ATP Challenger Tour 2011. Si è giocato a Trnava nella Repubblica Slovacca dal 19 al 25 settembre 2011.

## Partecipanti

### Teste di serie
| Nazionalità | Giocatore         | Ranking* | Testa di serie |
| ----------- | ----------------- | -------- | -------------- |
| Slovacchia  | Martin Kližan     | 86       | 1              |
| Germania    | Dustin Brown      | 123      | 2              |
| Germania    | Björn Phau        | 130      | 3              |
| Francia     | Augustin Gensse   | 140      | 4              |
| Rep. Ceca   | Jaroslav Pospíšil | 142      | 5              |
| Rep. Ceca   | Jan Hájek         | 150      | 6              |
| Francia     | Maxime Teixeira   | 158      | 7              |
| Kazakistan  | Jurij Ščukin      | 173      | 8              |

- 1 Ranking al 12 settembre 2011.

### Altri partecipanti
Giocatori che hanno ricevuto una wild card:
- Norbert Gombos
- Jozef Kovalík
- Martin Přikryl
- Tristan-Samuel Weißborn

Giocatori che sono passati dalle qualificazioni:
- Kamil Čapkovič
- Iñigo Cervantes-Huegun
- Andrej Kuznecov
- Michael Lammer
- Alexander Flock (lucky loser)
- Roman Jebavý (lucky loser)

## Campioni

### Singolare
Iñigo Cervantes-Huegun ha battuto in finale  Pavol Červenák, 6–4, 7–6(3)

### Doppio
Colin Ebelthite /  Jaroslav Pospíšil hanno battuto in finale  Aljaksandr Bury /  Andrej Vasilevskij, 6–3, 6–4